# 미이촌 (이시카와현)
미이촌(三井村)은 이시카와현 후게시군에 설치되었던 촌이다.